# غوس جون
غوس جون (بالإنجليزية: Gus John)‏ هو كاتب بريطاني، ولد في 11 مارس 1945.